# Bertolt Brecht
Bertolt Brecht, pseudonim literar  Bert Brecht, născut Eugen Berthold Friedrich Brecht, (n. 10 februarie 1898, Augsburg, Regatul Bavariei – d. 14 august 1956, Berlinul de Est, RDG) a fost un dramaturg, poet și regizor german, inițial expresionist, întemeietor al instituției teatrale Berliner Ensemble, inițiator al „teatrului epic”, a promovat o nouă teorie și practică a teatrului, bazate pe efectul distanțării epice. A fost unul dintre cei care au revoluționat teatrul secolului 20.

## Biografie
S-a născut la Augsburg, într-o familie mixtă confesional. Mama sa a fost protestantă, iar tatăl catolic. A studiat medicina la München, în timpul Primului Război Mondial.
Fiind student la medicină, frecventa boema literară și participa la întrunirile din cafeneaua Stephanie. Atmosfera militaristă din timpul Primului Război Mondial l-a motivat să devină un pacifist convins și s-a apropiat mult de mișcarea muncitorească. Atitudinea sa antirăzboinică se manifestă încă în primele poezii. Un exemplu elocvent este poezia Legenda soldatului mort, care i-a fost inspirată de armatele imperiale care se întorceau înfrânte de pe toate fronturile, dar și dintr-o zicătoare populară germană despre morții care trebuiau dezgropați pentru a fi din nou trimiși pe front. În acestă baladă, împăratul consideră că soldatul a murit prea devreme și trimite o comisie medicală care îl dezgroapă, declarându-l, pentru a doua oară, apt pentru front.
În 1924 s-a mutat la Berlin unde a creat teatrul epic. În 1928 a fost debutul Operei de trei parale, cu care Brecht s-a bucurat de mare succes. După preluarea puterii de către național-socialiști în 1933, Brecht a fost inclus pe "lista neagră” din cauza apropierii sale de comuniști, cărțile sale au fost arse și Brecht a fost expatriat în 1935. Pe 28 februarie 1933, a fugit împreună cu familia sa în străinătate și s-a stabilit în Danemarca.
În 1948 Brecht s-a mutat în Berlinul de Est unde a creat Berliner Ensemble.

## Opera
- Un om egal un om, 1926 (Mann ist Mann)
- Ascensiunea lui Arturo Ui poate fi oprită (Der aufhaltsame Aufstieg des Arturo Ui)
- Baal
- Tobe în noapte (Trommeln in der Nacht)
- Mutter Courage și copiii ei (Mutter Courage und ihre Kinder)
- Die Sieben Todsünden der Kleinbürger
- În hățișul orașelor (Im Dickicht der Städte)
- Opera de trei parale (Die Dreigroschenoper)
- Omul cel bun din Sâciuan, scris și: Omul cel bun din Seciuan[25][26]  (Der gute Mensch von Sezuan)
- Puștile doamnei Carrar (Die Gewehre der Frau Carrar)
- Ascensiunea și căderea orașului Mahagonny (Aufstieg und Fall der Stadt Mahagonny)
- Teama și mizeriile celui de-al treilea Reich (Furcht und Elend des Dritten Reiches)
- Cercul de cretă caucazian (Der kaukasische Kreidekreis)
- Viața lui Galilei (Leben des Galilei)
- Poezii din Svendborg (Svendborger Gedichte)
- O sută de poezii (Hundert Gedichte)
- Scrieri despre teatru